# البو عكاش
المصالحة والبو عكاش مقاطعة من مقاطعات ناحية الصقلاوية الواقعة 10 كيلومترات شمال غرب مدينة الفلوجة شرق محافظة الأنبار في العراق. مساحة البو عكاش 15200 دونم عراقي، ووفقاً لتقرير منظمة فيلق الرحمة المنجز يوم 31 آب سنة 2018، عدد سكان مقاطعة البو عكاش 3000 ساكن. وذُكر في كتاب (تحليل جغرافي لإمكانات ومعوقات التنمية الريفية واتجاهاتها في ناحية الصقلاوية) أن عدد سكان مقاطعة المصالحة والبو عكاش سنة 2018 هو 7646 ساكناً، وفي سنة 2012م، كان في المقاطعة 9 حقول دواجن، وطاقتها الإنتاجية 89800. وفقاً لتقرير منظمة الهجرة الدولية لشهر نيسان سنة 2019، كانت البطالة في البو عكاش تتراوح بين 20 إلى 30% قبل احتلال تنظيم الدولة الإسلامية (داعش) للمنطقة، وبعد إخراج التنظيم بلغت البطالة 80%، وتطوّعَ كثير من شباب البو عكاش في الجيش طلباً لدخل مستقر، وفي المنطقة خدمات مالية حكومية، غيرَ أن الأهالي يستحرمون الاقتراض المشروط بفائدة. المساحة المزروعة من البو عكاش هي 13456 دونماً عراقياً حتى سنة 2018، فيها مدرسة متوسطة واحدة، وثانويتان، وفيها حتى سنة 2019 أربعة جوامع.

## وصف
قال محمد الجزائري في كتابه (الكتابة على أديم الفرات) المنشور سنة 1973، قال "في البو عكاش والمصالحة وقفنا نتأمل الفرات بيقظة: إنه ساكن ومريض، لاحظنا « جزيرة » جديدة تكونت من طمي الفرات طولها كيلو وستمائة متر وعرضها من 400 – 600 متر، تكونت بموازاة الفرات على الضفة وسدت طريق المـاء عن البو عكاش والمصالحة، مما جعل الفلاحون ، وبمساعدة السلطات المحلية التي اعطتهم حفارا كبيرا ضخما ، ان يقوموا بحملة عمل شعبي لحفر مجرى ممتد من النهر إلى مزارعهم (حوالي 3000 دونم) ونصبوا ست مضخات ( قوة 35 ، 30 ، 25 ، 24 ، 18 ، 18 حصانا ) وفي حزيران 1974 تم الحفر ! لكن المنطقة لم تستفد من ذلك على صعيد الموسمين الشتوي والصيفي: و"اذا الحفارة تحفر وماكو ماي شنو الفايدة؟ !".

## اختطاف رجال القرية
في سنة 2014م، استولى تنظيم الدولة الإسلامية (داعش) على مقاطعة البو عكاش، وحين بدأت العمليات العسكرية الحكومية سنة 2016 لاستعادة المقاطعة، خُطف حينئذٍ 700 رجل من أهل المقاطعة في يوم واحد وفقاً لعضو مجلس النواب كامل الدليمي، ولا يزالون مفقودين، ومنذئذٍ أصبحت قرية البو عكاش خالية تقريباً من رجالها ولا تزال نساء المقاطعة يطالبن الحكومة بالكشف عن حال الرجال المخطوفين. المترشحون للاتنخابات اتخذوا اختفاء أهل البو عكاش وسيلة لجذب الناخبين إليهم، ففي انتخابات 2018، وعد المرشحون بالسعي إلى معرفة أحوال المخطوفين، غيرَ أن الناخبين من الأهالي لم يزالوا لا يعرفون شيئا، وفي التحضير لانتخابات 2021، وعدَ كذلك المرشحون بمعرفة مصير المخطوفين. قالت منظمة العفو الدولي وبعثة الأمم المتحدة لمساعدة العراق وفقاً لشهود عيان «في 3 حزيران هربَ نازحون من الرجال والنساء والأطفال من البو عكاش وهم ألوف، فاعترضت طريقهم قوة كبيرة قال النازحون إنها كانت تبدو لهم قوات عسكرية حكومية، تنايدهم بمكبرات الصوت لا تخافوا، فلمّا اقترب النازحون رأو قوات عسكرية تحمل العلم العراقي ومن ورائه رايات مكتوب عليه كتائب حزب الله، فعزلوا النساء والأطفال ونقلوهم إلى مخيمات نازحين في عامرية الفلوجة، وأخذوا نحو 1300 رجل وشاب قرب مقبرة البو عكاش ومنطقة الآثار، وبعد 3 أيام في 6 حزيران قال مسؤولون في بلدية الأنبار لمنظمة العفو الدولية إنهم استلموا 605 من أولئك المخطوفين أحياءً، ظاهرةً عليهم علامات التعذيب، وذكرَ 12 عائداً من الخطف إن ملشيات الحشد الشعبي حبستهم في بستان مهجور، حيث ضُربوا هنالك وحُرموا من الطعام والشراب وقتل بعضهم».

## وصلات خارجية
- البو عكاش في العراق، كيف تحولت إلى قرية تسكنها النساء فقط، أين اختفى الرجال ومن اختطفهم؟